# Cuphea reitzii
Cuphea reitzii är en fackelblomsväxtart som beskrevs av Alicia Lourteig. Cuphea reitzii ingår i släktet blossblommor, och familjen fackelblomsväxter. Inga underarter finns listade i Catalogue of Life.